# 2020年德國特里爾衝撞路人事件
2020年12月1日，一名男子在德国莱茵兰-普法尔茨特里尔的一条街道上驾车冲撞行人，造成5人死亡，约30名平民受伤。

## 衝撞
当地时间14时许，一名男子在特里尔的一条街道上驾车冲撞行人，造成5人死亡，至少30人受伤。死者中包括一名婴儿和一名幼童。肇事者是特里爾一名51岁的男子，事發後該男子被逮捕。据悉，肇事车辆为一辆深灰色路虎攬勝，当时正在高速行驶。司机血液中的酒精含量很高。

## 嫌疑犯
经查明，袭击者是一名51岁的德国籍的特里爾男子，在袭击发生4分钟后被捕。据报道，他在事发前喝了很多酒。警方怀疑，行凶者肇事動機并非出于政治、宗教或意识形态，事故發生的原因很有可能是嫌犯患有精神健康问题以及酗酒。同時有一名医生也認為该男子可能患有精神疾病，所以嫌疑犯在接受警方审讯时還将接受心理检查。